# Rawna gora (obwód Chaskowo)
Rawna gora (bułg. Равна гора) – wieś w południowej Bułgarii, w obwodzie Chaskowo, w gminie Swilengrad. Według danych szacunkowych Ujednoliconego Systemu Ewidencji Ludności oraz Usług Administracyjnych dla Ludności, 15 grudnia 2018 roku miejscowość liczyła 30 mieszkańców.